# La Fiesta del Girasol

La Fiesta del Girasol es una celebración que desde el año 2006 se realiza anualmente en la localidad de San Javier (departamento de Río Negro), Uruguay. En ella, los descendientes brindan tributo a los fundadores de esta colonia rusa que introdujeron al país la semilla de girasol, elemento esencial en la vida de aquellos pobladores no solo por su cultivo sino también por su industrialización.

## Historia
En 1913 llegaron a Uruguay 300 familias provenientes desde Rusia, buscando una tierra donde pudieran practicar libremente su religión llamada "Nueva Israel". Su líder espiritual era Vasili Lubkov, quien viajó a Montevideo al ser contactado por el cónsul uruguayo José Richiling. La visita dio resultados positivos, y Lubkov convenció a sus fieles de que se trasladaran desde Rostov hasta Uruguay. Llegaron a Montevideo y se alojaron unos meses en el Hotel de los Inmigrantes hasta que les fueron cedidas unas tierras pertenecientes a la familia Espalter. Fue entonces cuando partieron hacia el norte estos casi mil rusos y fundaron la colonia rusa conocida como San Javier, en el departamento de Río Negro.
La colonia agrícola que estos inmigrantes supieron construir superó ampliamente los intereses para los cuales el gobierno los invitó a asentarse. En sus tierras aparecieron numerosos cultivos de distintos granos y vegetales, pero de entre ellos se destaca el girasol. Los nuevos pobladores habían traído semillas de girasol en sus bolsillos desde Rusia, y en estas nuevas tierras montaron el primer molino aceitero del Uruguay.
En el año 2006, los residentes uruguayos y rusos de San Javier decidieron organizar La Fiesta del Girasol con el objetivo de compartir el orgullo que sienten los miembros de la mencionada comunidad por sus antepasados, y al mismo tiempo promover la integración e intercambiar las culturas. Desde entonces se celebra dicha fiesta cada año durante el primer fin de semana de la Semana de Turismo (Semana Santa).

## Descripción del evento
La Fiesta del Girasol es organizada por el Grupo de Turismo Local (integrado por emprendedores y vecinos de San Javier que trabajan por el desarrollo de este pueblo), el Municipio de San Javier y la Intendencia de Río Negro. La fiesta cuenta con espectáculos musicales, feria artesanal y gastronomía típica rusa, además de danzas tradicionales. Los platos típicos que se pueden degustar son shashlik, "vareyky", "pirayorshky" (empanada rellena de repollo, hígado y otros ingredientes), y los postres "kissiel" y "piroj" (tarta rellena de dulce de zapallo), entre otros. También se puede probar la bebida típica kvas. Dentro de los números artísticos, se destacan el Ballet de Danzas Rusas Kalinka y el Grupo de Danzas Folklóricas Nepomuceno Terra.
En la edición 2019 de La Fiesta del Girasol también se incorporaron otras actividades para promover turísticamente la localidad de San Javier durante esta celebración: paseos en kayak (a cargo de la escuela de kayak de San Javier) y otros paseos náuticos, recorridos por el Parque nacional Esteros de Farrapos e islas del río Uruguay, city tours y espectáculos musicales por parte de artistas locales y de otros departamentos.